# Club Deportivo Oximesa
El Club Deportivo Oximesa fue un club de baloncesto español, que jugó en Granada y, a partir de su ascenso a Primera B, en la localidad granadina de Albolote. Fue fundado en el año 1979, como heredero del anterior equipo granadino Cafetería Gardem, que acababa de descender de Tercera división a categoría Provincial. El Oximesa empezó en esta categoría y consiguió el ascenso a la Tercera División en esa misma temporada 1979-80. En la siguiente temporada (1980-81), ascendió a Segunda División. Tras jugar dos temporadas (1981-82 y 1982-83) en esta categoría, consiguió el ascenso a la Primera B. En las temporadas 1983-84, 1984-85 y 1985-86 estuvo en Primera B, ascendiendo a la ACB en la temporada 1985-86 tras ganar el play off.
Permaneció en la ACB hasta la temporada 1991-92, cuando el Ayuntamiento de Granada adquirió los derechos del equipo y cambió el nombre por Baloncesto Granada. Tras la temporada 1992-93, en la que volvió a jugar en la Primera B, desapareció.

## Trayectoria e historia
En la temporada 1979-80 jugó en categoría Provincial de Ganada y ascendió a Tercera División, donde jugó en la temporada 1980-81, ascendiendo a Segunda. En Segunda División jugó dos temporadas: 1981-82 y 1982-83, en que ascendió a Primera B. Militó en esta categoría durante tres temporadas: 1983-84, 1984-85 y 1985-86. En esta última ascendió a la ACB tras ganar el play-off. En la 86-87, perdió en semifinales de la Copa del Príncipe. También logró el undécimo puesto en el Play Off por el título. En la Copa del Rey, fue eliminado en octavos de final (por el Real Madrid CF) en la temporada 88-89, en la liga ACB. En la 91-92, fue eliminado de la Copa del Rey por el Ifa Granollers, y descendió a la primera B, donde quedó eliminado en cuartos de final por el Montehuelva. En total jugó 14 años (1979-1993) y seis temporadas en la ACB (225 partidos), hasta desaparecer por problemas económicos. Su primer presidente fue José Antonio Murado, y el segundo Salvador Jiménez.
- Datos: Q8347074